# Hội thao quân sự quốc tế 2016
Hội thao quân sự quốc tế 2016 (tiếng Anh: 2016 International Army Games), chính thức được gọi là Hội thao quân sự quốc tế lần thứ hai, ARMY 2016 hoặc Army Games 2016, là lần tổ chức thứ hai của Hội thao quân sự quốc tế – một sự kiện thể thao quân sự đa quốc gia được tổ chức trên lãnh thổ Liên bang Nga và Kazakhstan.
Ngày 30 tháng 7 năm 2016, lễ khai mạc Hội thao quân sự quốc tế 2016 chính thức diễn ra và được tổ chức tại thao trường Alabino (Moskva). Các cuộc thi quốc tế được tổ chức từ ngày 30 tháng 7 đến ngày 13 tháng 8 tại nhiều khu vực huấn luyện quân sự khác nhau nằm trong lãnh thổ của Liên bang Nga và Kazakhstan. Sự kiện có tổng cộng 23 cuộc thi huấn luyện diễn ra trên thực địa, trên biển và trên không.
Sự kiện có sự tham dự của các đội đại diện cho 19 quốc gia (Ai Cập, Angola, Armenia, Azerbaijan, Ấn Độ, Belarus, Hy Lạp, Iran, Kazakhstan, Kuwait, Kyrgyzstan, Mông Cổ, Nga, Nicaragua, Serbia, Tajikistan, Trung Quốc, Venezuela, Zimbabwe). Nhiều quan sát viên đến từ các quốc gia khác nhau cũng tham dự. Tổng cộng có hơn 3.500 quân nhân đã tham gia sự kiện.
Lễ bế mạc Hội thao quân sự quốc tế 2016 diễn ra tại Alabino vào ngày 13 tháng 8 năm 2016, cùng thời điểm với chặng cuối cùng của cuộc thi Tank biathlon.

## Danh sách các quốc gia tham dự sự kiện

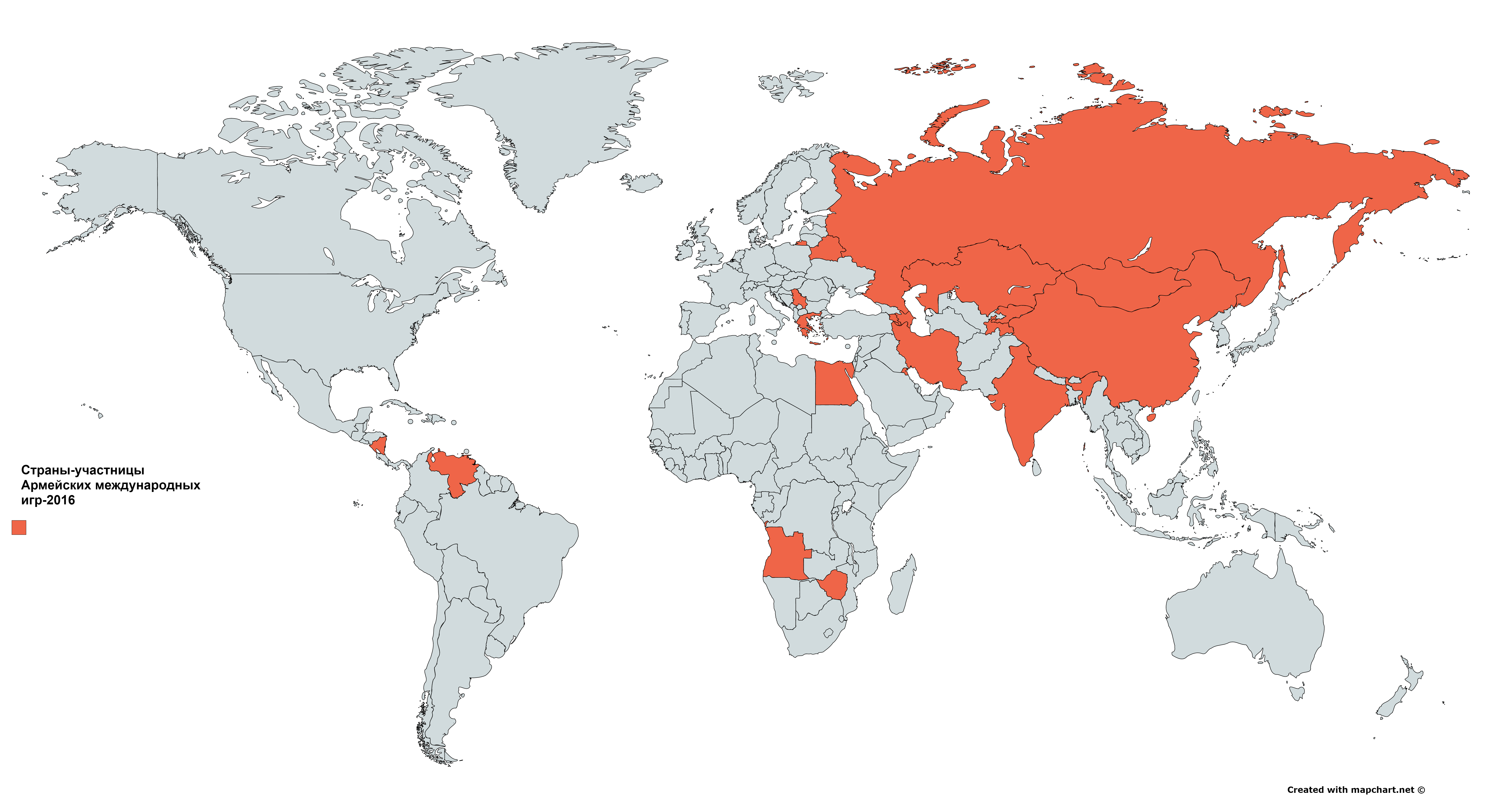
Các quốc gia tham dự Hội thao quân sự quốc tế năm 2016

### Quốc gia đã tham dự Hội thao quân sự quốc tế 2015
- Ai Cập
- Angola
- Armenia
- Azerbaijan
- Ấn Độ
- Belarus
- Kazakhstan
- Kuwait
- Kyrgyzstan
- Mông Cổ
- Nga
- Nicaragua
- Serbia
- Tajikistan
- Trung Quốc
- Venezuela

### Quốc gia tham dự lần đầu
- Hy Lạp
- Iran
- Zimbabwe

### Quốc gia từ chối tham dự
- Pakistan

### Quốc gia tham dự với tư cách quan sát viên
- Algérie
- Áo
- Ả Rập Xê Út
- Cuba
- Đức
- Israel
- Myanmar
- Namibia

## Danh sách các cuộc thi
Số lượng các cuộc thi quốc tế đã tăng lên đáng kể so với kì Hội thao quân sự quốc tế năm ngoái, dưới đây là danh sách đầy đủ:
| Tên cuộc thi                | Mô tả sơ lược cuộc thi                                                                                      | Thời gian diễn ra       | Vị trí tổ chức     | Số quốc gia tham dự | Tên quốc gia tham dự | Quốc gia chiến thắng                    |
| --------------------------- | --- | ----------------------- | ------------------ | ------------------- | --- | --------------------------------------- |
| Tank Biathlon               | Сuộc thi giữa các kíp xe tăng                                                                               | 30 tháng 7 - 13 tháng 8 | Moskva             | 17                  | Angola · Armenia · Azerbaijan · Ấn Độ · Belarus · Iran · Kazakhstan · Kuwait · Kyrgyzstan · Mông Cổ · Nga · Nicaragua · Serbia · Tajikistan · Trung Quốc · Venezuela · Zimbabwe | Nga · Trung Quốc · Kazakhstan           |
| Suvorov Attack              | Cuộc thi giữa các kíp xe chiến đấu bộ binh                                                                  | 30 tháng 7 - 13 tháng 8 | Moskva             | 5                   | Iran · Kazakhstan · Nga · Trung Quốc · Venezuela | Nga · Trung Quốc · Kazakhstan           |
| Aviadarts                   | Cuộc thi giữa các phi đội bay của lực lượng không quân                                                      | 1 - 12 tháng 8          | Ryazan             | 4                   | Belarus · Kazakhstan · Nga · Trung Quốc | Nga · Belarus · Trung Quốc              |
| Airborne Platoon            | Cuộc thi giữa các đơn vị lính nhảy dù                                                                       | 3 - 13 tháng 8          | Krasnodar          | 7                   | Ai Cập · Belarus · Iran · Kazakhstan · Nga · Trung Quốc · Venezuela | Nga · Kazakhstan · Trung Quốc           |
| Sea Cup                     | Cuộc thi giữa các thủy thủ đoàn tàu nổi trong khu vực biển Đen và biển Caspi                                | 1 - 11 tháng 8          | Makhachkala        | 3                   | Azerbaijan · Kazakhstan · Nga | Nga · Azerbaijan · Kazakhstan           |
| Masters of Artillery Fire   | Cuộc thi giữa các tổ đội pháo binh                                                                          | 1 - 11 tháng 8          | Zhambyl            | 5                   | Kazakhstan · Kyrgyzstan · Nga · Trung Quốc · Venezuela | Kazakhstan · Nga · Trung Quốc           |
| Clear Sky                   | Cuộc thi giữa các tổ đội pháo phòng không và tên lửa phòng không vác vai                                    | 1 - 11 tháng 8          | Krasnodar          | 8                   | Ai Cập · Angola · Belarus · Kazakhstan · Nga · Serbia · Trung Quốc · Venezuela                                                                                                  | Nga · Trung Quốc · Belarus              |
| Army Scout Masters          | Cuộc thi giữa các đơn vị trinh sát                                                                          | 31 tháng 7 - 6 tháng 8  | Novosibirsk        | 5                   | Armenia · Kazakhstan · Nga · Trung Quốc · Zimbabwe | Nga · Trung Quốc · Kazakhstan           |
| Open Water                  | Cuộc thi giữa các đơn vị công binh cầu phà                                                                  | 1 - 6 tháng 8           | Vladimir           | 3                   | Nga · Serbia · Trung Quốc | Nga · Trung Quốc · Serbia               |
| Safe Route                  | Cuộc thi giữa các đơn vị công binh rà phá bom mìn                                                           | 1 - 11 tháng 8          | Volgograd          | 4                   | Belarus · Kazakhstan · Nga · Trung Quốc | Nga · Trung Quốc · Belarus              |
| Safe Environment            | Cuộc thi giữa các đơn vị trinh sát bức xạ, hóa học và sinh học của binh chủng hoá học                       | 30 tháng 7 - 13 tháng 8 | Yaroslavl          | 4                   | Ai Cập · Kazakhstan · Nga · Trung Quốc | Nga · Trung Quốc · Kazakhstan           |
| Masters of Armored Vehicles | Cuộc thi giữa những người điều khiển xe quân sự                                                             | 1 - 10 tháng 8          | Voronezh           | 5                   | Ai Cập · Kazakhstan · Nga · Trung Quốc · Venezuela | Nga · Trung Quốc · Kazakhstan           |
| Sniper Frontier             | Cuộc thi giữa các nhóm xạ thủ bắn tỉa                                                                       | 1 - 11 tháng 8          | Zhambyl            | 12                  | Armenia · Ấn Độ · Belarus · Hy Lạp · Iran · Kazakhstan · Kyrgyzstan · Mông Cổ · Nga · Trung Quốc · Venezuela · Zimbabwe                                                         | Kazakhstan · Nga · Belarus              |
| Elbrus Ring                 | Cuộc thi giữa những quân nhân thuộc các đơn vị miền núi                                                     | 1 - 11 tháng 8          | Kabardino-Balkaria | 4                   | Iran · Kazakhstan · Nga · Trung Quốc | Nga · Trung Quốc · Kazakhstan           |
| Seaborne Assault            | Cuộc thi giữa các đơn vị thủy quân lục chiến                                                                | 1 - 12 tháng 8          | Kaliningrad        | 5                   | Iran · Kazakhstan · Nga · Trung Quốc · Venezuela | Nga · Trung Quốc · Kazakhstan           |
| Keys to The Sky             | Сuộc thi giữa các tổ đội tên lửa phòng không                                                                | 30 tháng 7 - 7 tháng 8  | Astrakhan          | 4                   | Belarus · Kazakhstan · Nga · Trung Quốc | Nga · Belarus · Trung Quốc              |
| Engineering formula         | Cuộc thi giữa các đội xe kỹ thuật                                                                           | 1 - 10 tháng 8          | Volgograd          | 3                   | Kazakhstan · Nga · Trung Quốc | Nga · Trung Quốc · Kazakhstan           |
| True friend                 | Cuộc thi giữa các chuyên gia huấn luyện chó nghiệp vụ                                                       | 1 - 10 tháng 8          | Moskva             | 4                   | Belarus · Kazakhstan · Nga · Trung Quốc | Trung Quốc · Kazakhstan · Nga · Belarus |
| Gunsmith Master             | Cuộc thi giữa các chuyên gia sửa chữa vũ khí tên lửa và pháo                                                | 1 - 9 tháng 8           | Penza              | 3                   | Kazakhstan · Nga · Trung Quốc | Nga · Trung Quốc · Kazakhstan           |
| Maintenance Battalion       | Cuộc thi giữa các chuyên gia sửa chữa xe bọc thép                                                           | 1 - 10 tháng 8          | Omsk               | 3                   | Kazakhstan · Nga · Trung Quốc | Nga · Trung Quốc · Kazakhstan           |
| Depth                       | Cuộc thi giữa các đơn vị thợ lặn                                                                            | 1 - 11 tháng 8          | Sevastopol         | 3                   | Iran · Nga · Venezuela | Nga · Iran · Venezuela                  |
| Military Medical Relay Race | Cuộc thi giữa các quân nhân thuộc đối tượng bác sĩ, trung cấp quân y và lái xe thiết giáp của đơn vị quân y | 1 - 13 tháng 8          | Sankt-Peterburg    | 4                   | Kazakhstan · Nga · Trung Quốc · Zimbabwe | Nga · Trung Quốc · Kazakhstan           |
| Field Kitchen               | Cuộc thi giữa các chuyên gia quân lương                                                                     | 1 - 13 tháng 8          | Moskva             | 6                   | Ai Cập · Angola · Kazakhstan · Mông Cổ · Nga · Trung Quốc | Nga · Trung Quốc · Kazakhstan           |

Lưu ý 1: Tên các cuộc thi tổ chức tại Hội thao quân sự quốc tế lần đầu được in nghiêng
Lưu ý 2: Tên nước chủ nhà của Hội thao quân sự quốc tế được in đậm
Lưu ý 3: Tên các quốc gia tham dự các cuộc thi bất kỳ lần đầu tại Hội thao quân sự quốc tế được in nghiêng đậm

## Bảng xếp hạng huy chương
- Vị trí thứ nhất là đội Lực lượng Vũ trang Liên bang Nga với 20 huy chương vàng.
- Vị trí thứ hai là đội tuyển Kazakhstan với 2 huy chương vàng.
- Vị trí thứ ba là đội Giải phóng quân Nhân dân Trung Quốc với 1 huy chương vàng.

## Ảnh

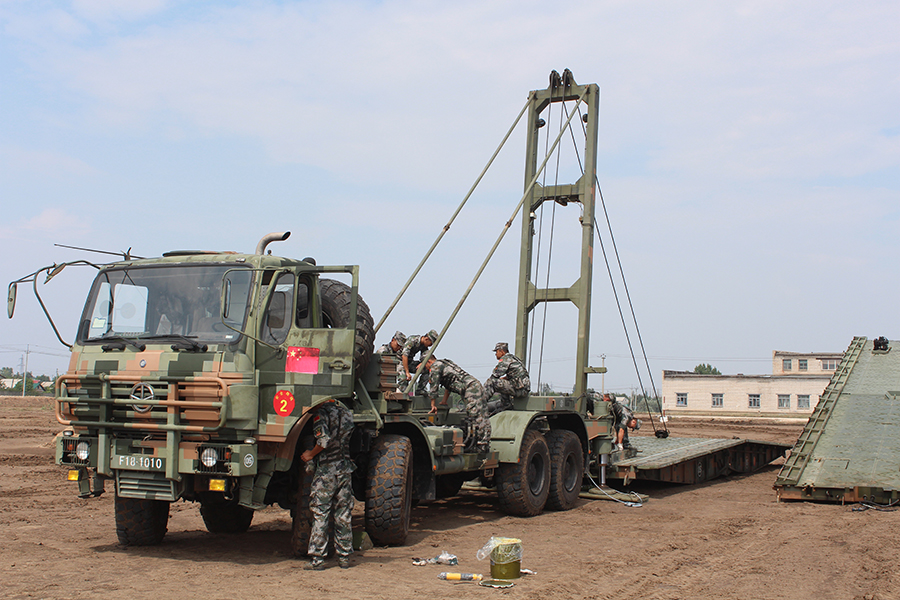
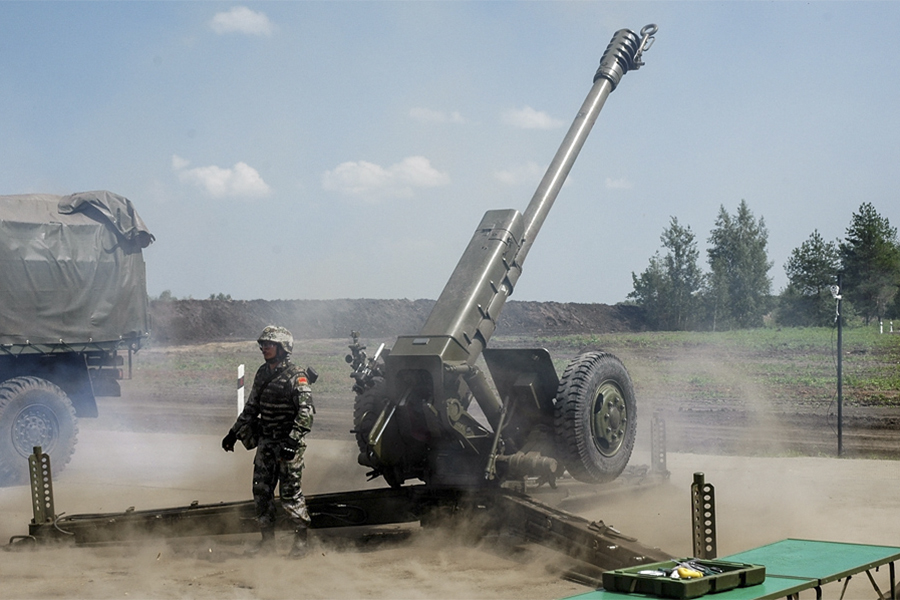